# Afslag på et kys
Afslag på et kys er en kortfilm fra 2010, der er instrueret af Jesper Troelstrup efter eget manuskript.

## Handling
Den 37-årige TV-dokumentarist Martin har sin faste dokumentarserie "Et bedre liv", hvor han med sit kamera tager ud og laver dokumentarportrætter om "virkelige" mennesker, og om hvad livskvalitet egentlig er. Han bliver sat på lidt af en prøve, da han ankommer til den 30 år ældre psykiater André's hjem, hvor han skal lave et sidste interview.